# U-863
U-863 — большая океанская немецкая подводная лодка типа IXD2 времён Второй мировой войны. Заказ на постройку субмарины был отдан 5 июня 1941 года. Лодка была заложена 15 сентября 1942 года на верфи компании АГ Везер в Бремене под строительным номером 1069, спущена на воду 29 июня 1943 года, вошла в строй 3 ноября 1943 года под командованием капитан-лейтенанта Дитриха фон дер Эша.

## Флотилии
- 3 ноября 1943 года — 30 июня 1944 года 4-я флотилия (учебная)
- 1 июля — 29 сентября 1944 года 12-я флотилия

## Боевая служба
Лодка совершила один боевой поход, успехов не достигла.
Потоплена 29 сентября 1944 года в Южной Атлантике к восток-юго-востоку от Recife, в районе с координатами 10°45′ ю. ш. 25°30′ з. д., глубинными бомбами с двух американских самолётов типа «Либерейтор». Все 69 членов экипажа погибли.